# Tommy O'Hara
Tommy O'Hara (Bellshill, 17 de agosto de 1953-28 de enero de 2016) fue un futbolista británico nacionalizado estadounidense que jugaba en la demarcación de centrocampista.

## Selección nacional
Jugó un partido con la selección de fútbol de Estados Unidos en calidad de amistoso el 21 de marzo de 1982 contra Trinidad y Tobago que finalizó con un resultado de 2-1.

## Clubes
| Club                  | País           | Año         | Partidos | Goles |
| --------------------- | -------------- | ----------- | -------- | ----- |
| Celtic FC             | Escocia        | 1971 - 1974 | 0        | 0     |
| Queen of the South FC | Escocia        | 1974 - 1978 | 137      | 9     |
| Washington Diplomats  | Estados Unidos | 1978 - 1980 | 89       | 1     |
| Jacksonville Tea Men  | Estados Unidos | 1981        | 31       | 0     |
| Motherwell FC         | Escocia        | 1981 - 1983 | 53       | 0     |
| Falkirk FC            | Escocia        | 1983 - 1984 | 36       | 3     |
| Partick Thistle FC    | Escocia        | 1984 - 1985 | 17       | 0     |